# Morze szelfowe
Morze szelfowe – morze pokrywające obszary szelfu, czyli położone nad brzeżną częścią kontynentu. Morza szelfowe są stosunkowo płytkie, ponieważ kąt nachylenia dna jest zazwyczaj niewielki aż do krawędzi szelfu i jego przejścia w stok kontynentalny o znacznie większym nachyleniu.
Przykładami mórz szelfowych są Morze Północne oraz Morze Ochockie.